# Rovaniemi
Rovaniemi (Rovaniemen kaupunki, Rovaniemi stad, Roavvenjárga (severnosamijsko), Ruávinjargâ (inarijskosamijsko), Ruäʹvnjargg (Skolt Sami)) je mesto in občina na Finskem in regionalno glavno mesto Laponske.
Rovaniemi je mestna občina in upravno središče finskega dela Laponske. Mesto, ki leži ob sotočju rek Ounasjoki in Kemijoki ter v neposredni bližini severnega tečajnika je bilo ustanovljeno leta 1960. Prebivalcev Rovaniemija je približno 65.000, medtem ko ima podregija približno 69.000 prebivalcev. Je 17. najbolj naseljena občina na Finskem in 12. najbolj naseljeno mestno območje v državi. 
Rovaniemi je upravna prestolnica in trgovsko središče najsevernejše finske regije Laponske in njenega južnega dela Peräpohjola. Središče mesta je približno 6 kilometrov južno od arktičnega kroga in je med hriboma Ounasvaara in Korkalovaara, ob sotočju reke Kemijoki in njenega pritoka Ounasjoki. Je drugo največje mesto severne Finske za Oulujem in je skupaj z glavnim mestom Helsinki eno najpomembnejših finskih turističnih mest v smislu tujega turizma.
Mesto in okolica Rovaniemen maalaiskunta (podeželska občina Rovaniemi) sta bila 1. januarja 2006 združena v eno celoto. Občina Rovaniemi ima približno 65.000 prebivalcev. Mestno območje Rovaniemi ima 53.361 prebivalcev na območju, velikem približno 59 km². Rovaniemi je enojezična finsko govoreča občina in nenavadno za večja finska mesta je znana tudi po finskem imenu in črkovanju v švedskem jeziku.
Železnica, ledenomorska cesta, ki poteka od mesta Kemi v Baltskem morju do Rovaniemia in mimo jezera Inari do kraja Vardø ob Barentsovem morju na Norveškem ter Letališče Rovaniemi so predvsem s poletnim turizmom zelo vplivali na razvoj kraja.

## Ime
Del rova v imenu Rovaniemi je pogosto veljal za samijski izvor, saj roavve v severnem Samiju označuje gozdnat greben ali hrib ali mesto starega gozdnega požara. Niemi del imena pomeni 'rt'. Ime mesta v jezikih Sami, ki se govorijo na Finskem, je Inari Sami: Ruávinjargâ, Severno Sami: Roavenjárga in Roavvenjárga in Skolt Sami: Ruäʹvnjargg.

## Zgodovina
Periodično krčenje novih zemljišč za poljedelstvo in praksa obdelovanja s požigalništvom se je začela okoli leta 750–530 pr. n. št. Artefakti, najdeni na tem območju, kažejo, da je vse več popotnikov iz Karelije na vzhodu, Hämeja na jugu in obale Arktičnega oceana na severu moralo prihajati tja od leta 500 našega štetja dalje. Samiji so avtohtoni prebivalci Sápmi.
Rovaniemi je prvič poimensko omenjen v uradnih dokumentih leta 1453, obstajal pa je kot skupek majhnih vasi, katerih prebivalci so se preživljali predvsem s poljedelstvom in živinorejo - najpomembnejši veji sta ribolov in lov.
Izkoriščanje naravnih virov Laponske v 19. stoletju je spodbudilo rast Rovaniemija. Obsežna sečnja in zlata mrzlica so na Laponsko privabili na tisoče ljudi. Ko se je pridobivanje naravnih virov povečalo, je Rovaniemi postal poslovno središče regije Laponska.
Odlok o občini je bil razglašen 27. junija 1928, zaradi česar se je Rovaniemi 1. januarja 1929 odcepil od stare podeželske občine kot lastno tržno mesto.

### Druga svetovna vojna
Med drugo svetovno vojno je Finska 19. septembra 1944 podpisala moskovsko premirje in morala izgnati sile svoje nekdanje nemške zaveznice. V laponski vojni so nemške sile, ki so se umikale, uporabile taktiko požgane zemlje, in čeprav je nemški general Lothar Rendulic sprva ukazal uničiti le javne stavbe v Rovaniemiju, je nemška vojska 13. oktobra 1944 prejela ukaz, naj uniči vse razen bolnišnic in hiš, kjer so bili prebivalci.
Medtem ko je nemška zaledna straža izvajala uničevanje, je na postaji Rovaniemi eksplodiral vlak s strelivom in zažgal lesene hiše v mestu. Nemške enote so utrpele veliko žrtev, predvsem zaradi steklenih drobcev. Enota finskih komandosov je trdila, da je razstrelila vlak s strelivom in da je morda glavni vzrok za propad mesta. Vzrok je bil takrat neznan in domnevali so, da je bil namerno izveden. Med temi sovražnostmi je bilo uničenih 90 % vseh stavdb v Rovaniemiju. 19 km od Rovaniemija je nemško pokopališče, kjer so pokopani vojaki, padli med vojno na Laponskem.
Čeprav je bila na območju Rovaniemija neprekinjena človeška poselitev vsaj od kamene dobe, le malo stavb izvira izpred leta 1944, saj je bila večina mesta uničena med drugo svetovno vojno. Ko je bilo mesto obnovljeno, ga je zasnoval s prispevkom finski arhitekt Alvar Aalto, ki je načrtoval odtis mesta v obliki glave severnega jelena, z mestnimi cestami v obliki rogovja in lokalnim športnim stadionom kot jelenovo glavo. oko.

## Podnebje
Zaradi svoje lege blizu arktičnega kroga ima Rovaniemi subarktično podnebje (Köppen Dfc) s kratkimi, prijetnimi poletji, medtem ko so zime dolge, hladne in snežene. Mesto leži tik južno od povprečne letne izoterme 0 °C vendar je zmrzovanje tal zelo omejeno tudi pozimi zaradi značilne težke snežne odeje. Njegova skrajna severna lega v kombinaciji s pogostim oblačnim nebom povzroča zelo nizko raven sonca v zimskih mesecih; decembra je v povprečju nekaj manj kot šest minut sonca na dan.
Zime so nekoliko spremenjene zaradi morskega zraka iz severnoatlantskega toka, ki zagotavlja, da so povprečne temperature manj ekstremne od pričakovanih za celinsko območje na tako severni zemljepisni širini. 26. aprila 2019 je Rovaniemi zabeležil najtoplejši aprilski dan doslej z 19 °C.
Od 1. do 6. julija 2021 je Rovaniemi zabeležil 122 ur neprekinjenega sonca, kar je nov svetovni rekord. Sonce je sijalo neprekinjeno od 2:00 1. julija 2021 do 4:00 6. julija 2021. Prejšnji rekord je bil 112 ur in 10 minut pri rtu Evans na Antarktiki od 16. do 21. novembra 1911.

## Gospodarstvo
Ker je Rovaniemi glavno mesto regije Laponska, imajo tam svoje pisarne številne vladne ustanove. Približno 10.000 prebivalcev je študentov. Rovaniemi je dom ne le Laponske univerze, temveč tudi Laponske univerze uporabnih znanosti (prej znane kot Politehnika Rovaniemi), ki obsega inštitute za informacijsko in tradicionalno tehnologijo, podjetništvo, zdravstveno in socialno varstvo, kulinarične študije, gozdarstvo, študije podeželja in šport. Lokalni časopisi so Lapin Kansa, Uusi Rovaniemi in Lappilainen.

### Turizem
Zaradi neokrnjene narave območja in številnih možnosti za rekreacijo je turizem pomembna panoga v Rovaniemiju. Mesto ima številne hotele in restavracije v središču in na obrobju mesta, ki so leta 2013 gostile več kot 481.000 obiskovalcev. Turizem je mogoče videti in slišati v mestni ulični pokrajini, na arktičnem krogu in na letališču Rovaniemi, ki je eno najbolj obremenjenih finskih letališč v smislu števila potnikov.
Finci prav tako menijo, da je Rovaniemi uradno domače mesto Božička. Je dom Božičkove vasi ob arktičnem krogu in SantaPark Arctic World, ki je 8 km severno od središča.
Neposredno čez reko od mesta je smučarski center Ounasvaara. Rekreacijske dejavnosti na območju Ounasvaara potekajo od leta 1927, ko so bili organizirani tudi prvi zimski športi. Na vrhu hriba Ounasvaara je nekaj najzgodnejših znanih človeških naselij na tem območju.
Pojav, ki pritegne tudi številne turiste, je Aurora Borealis ali severni sij. Na finski Laponski lahko število avroralnih pojavov doseže 200 na leto, medtem ko je na južnem Finskem število običajno manjše od 20.

## Zanimivosti
Najvidnejše znamenitosti Rovaniemija so most Jätkänkynttilä z večnim ognjem čez reko Kemijoki, znanstveni muzej Arktikum, ki se dviga iz brega reke Ounasjoki, mestna hiša Rovaniemi, dvorana Lappia, ki služi kot gledališče, koncertna dvorana, kongresni center in knjižnica.
Zadnje tri omenjene stavbe je projektiral Alvar Aalto. Znanstveni muzej Arktikum je celovit muzej finskih in svetovnih arktičnih regij.